# 狭間ハウス
狭間ハウス（はざまはうす）は大阪府大阪市都島区網島町にある集合住宅である。2021年に国の登録有形文化財として登録されている。木造2階鉄筋コンクリート造地下1階建の六軒長屋である。1932年（昭和7年）に建てられた。大川（旧淀川）河川敷堤防の堤内の傾斜地に建つ。基礎が鉄筋コンクリート造となっており、各戸の1階出入口は堤防上の道路に面している。

## 周辺
- 藤田美術館

## 参考資料
- 狹間ハウス 登録有形文化財（建造物） 国指定文化財等データーベース - 文化庁

座標: 北緯34度41分46.3秒 東経135度31分27.5秒 / 北緯34.696194度 東経135.524306度